# Europa Universalis III
Europa Universalis III (укр. «Всесвітня Європа 3».) — відеогра в жанрі глобальної стратегії в реальному часі (RTS), розроблена шведською компанією Paradox Development Studio та випущена компанією Paradox Interactive. Загалом — третя частина серії. Дає змогу владарювати над однією з країн світу в період з 30 травня 1453 (взяття Османською Імперією Константинополя) по 14 липня 1789 (початок Великої французької революції). В останньому доповненні під назвою «Divine Wind» часові рамки збільшились в обидві сторони (з 14 жовтня 1399 й до 31 грудня 1821)

## Національні ідеї
Національні ідеї відкриваються гравцем при розвитку технології управління. Чим більше управління, тим більше можна мати нац. ідей(не більше 9, в «Divine Wind» — 12). Як і технології, національні ідеї поділяють на 5 категорій.
- Управління (залежить від технології «Виробництво»);
- Армія (тех. «Армія»);
- Відкриття (тех. «Торгівля»);
- Флот (тех. «Флот»);
- Культура (тех. «Управління»).

## Радники
Радників в грі є безліч. В оригінальній грі — 12. В доповненнях значно більше. Радники дають бонуси залежно від своєї кваліфікації (Всього 6 рівнів).

## Торговельні центри
Торговий центр (ТЦ) — місце куди стікаються всі товари з областей які до нього належать. Загальний дохід з усіх провінцій підсумовується і вираховується загальний прибуток ТЦ. Для отримання частки цього доходу потрібно тримати в ТЦ своїх купців. В одному ТЦ може знаходитись до 5 купців одночасно, або 6 купців, якщо ви тримаєте монополію в ТЦ. Дуже важливий нюанс в торгівлі — конкуренція. Іноземні купці можуть зайняти місце ваших. Для зменшення ризику можна вжити такі заходи:
- Торговий договір — домовленість між двома державами що забороняє їх купцям конкурувати між собою.
- Заборона торгівлі — забороняє купцям обраної держави торгувати в ваших ТЦ.

В оригінальній грі ТЦ з'являлись по випадковим подіям, в доповненнях від «Наполеонівські війни» треба зробити внесок в розмірі 500 золотих, щоб від'єднатися від старого ТЦ (за умовою якщо він має прибуток від 400 зол).